# راحل فارنهاگن
راحل فارنهاگن (به آلمانی: Rahel Varnhagen) یک نویسنده آلمانی بود که میزبان یکی از برجسته‌ترین محفل های ادبی در اروپا بود. نام خانوادگی پیش از ازدواجش لوین بود و در ۱۷۷۱ در خانواده یهودی مرفه ای در برلین به دنیا آمد. در جوانی در اتاقک زیر شیروانی خانه اش محافلی روشنفکری را اداره می‌کرد. پس از جنگ‌های ناپلئونی و شروع یهودی‌ستیزی، راحل به آیین مسیحیت گروید و با آگوست فارنهاگن ازدواج کرد، مردی مسیحی که بسیار جوانتر از او بود. راحل دفترچه خاطرات روزانه ای داشت و نامه‌های درون نگرانه ای می‌نوشت که کشمکش او را با هویت یهودی اش برملا می‌کرد. در نهایت، راحل به هویتش بازگشت.
هانا آرنت در ۱۹۳۲ و ۱۹۳۳ میلادی کتابی با عنوان «راحل فارنهاگن: زندگی یک زن یهودی» را در برلین نوشت اما تا ۱۹۵۸ میلادی موفق به چاپ آن نشد.